# Dessia
Dessia – miejscowość i dawna gmina we Francji, w regionie Burgundia-Franche-Comté, w departamencie Jura. W 2013 roku populacja gminy wynosiła 65 mieszkańców. 
W dniu 1 stycznia 2017 roku z połączenia trzech ówczesnych gmin – Dessia, Lains oraz Montagna-le-Templier – utworzono nową gminę Montlainsia. Siedzibą gminy została miejscowość Lains. 